# حبیب خضر
حبیب خضر (انگلیسی: Habib Kheder؛ زادهٔ ۱۷ اوت ۱۹۵۴) بازیکن هندبال اهل تونس بود.